# Andy Potts
Andrew Robert Potts –conocido como Andy Potts– (Hershey, 28 de diciembre de 1976) es un deportista estadounidense que compitió en triatlón.
Ganó una medalla de oro en el Campeonato Mundial por Relevos de 2006 y una medalla de plata en el Campeonato Panamericano de Triatlón de 2004. En los Juegos Panamericanos de 2007 consiguió una medalla de oro. Además, obtuvo una medalla de oro en el Campeonato Mundial de Ironman 70.3 de 2007.

## Palmarés internacional
| Campeonato Mundial por Relevos | Campeonato Mundial por Relevos | Campeonato Mundial por Relevos | Campeonato Mundial por Relevos |
| Año                            | Lugar                          | Medalla                        | Prueba                         |
| ------------------------------ | ------------------------------ | ------------------------------ | ------------------------------ |
| 2006                           | Cancún (México)                | Medalla de oro                 | Relevos                        |
| Juegos Panamericanos           |                                |                                |                                |
| Año                            | Lugar                          | Medalla                        | Prueba                         |
| 2007                           | Río de Janeiro (Brasil)        | Medalla de oro                 | Individual                     |
| Campeonato Panamericano        |                                |                                |                                |
| Año                            | Lugar                          | Medalla                        | Prueba                         |
| 2004                           | Acapulco (México)              | Medalla de plata               | Individual                     |

| Campeonato Mundial | Campeonato Mundial          | Campeonato Mundial | Campeonato Mundial |
| Año                | Lugar                       | Medalla            | Prueba             |
| ------------------ | --------------------------- | ------------------ | ------------------ |
| 2007               | Clearwater (Estados Unidos) | Medalla de oro     | Individual         |